# Donald Nicol
Donald MacGillivray Nicol (* 4. Februar 1923 in Portsmouth; † 25. September 2003 in Cambridge) war ein britischer Byzantinist und Koraes Professor of Modern Greek and Byzantine History, Language and Literature am King’s College London.

## Leben
Nicol besuchte die King Edward VII School in Sheffield und die St Paul’s School in London. In den Kriegs- und Nachkriegsjahren von 1941 bis 1946 leistete Nicol seinen Dienst bei der Friends’ Ambulance Unit, der ihn zu einem großen Teil nach Griechenland, insbesondere Ioannina und Nordwestgriechenland mit den Meteora-Klöstern führte und in Kontakt mit der Bevölkerung und orthodoxen Mönchen brachte. Aus dieser Zeit stammt auch seine Bekanntschaft mit Steven Runciman, die insbesondere im Athenaeum Club in London gepflegt wurde.
Diese Koordinaten bestimmten seinen akademischen Werdegang. Nach einem ersten Abschluss in Klassischer Philologie wurde er mit einer von Runciman betreuten Dissertation über das Despotat Epirus im Jahr 1952 am Pembroke College, Cambridge, promoviert. Das Studienjahr 1949–50 verbrachte er an der British School at Athens. Im Anschluss an die Promotion war Nicol von 1952 bis 1964 Lecturer in Classics am University College Dublin, von 1964 bis 1966 Visiting Fellow in Dumbarton Oaks, von 1966 bis 1970 Senior Lecturer und Reader in Byzantine History an der Universität Edinburgh. 1970 erhielt er den Ruf auf den Lehrstuhl des Koraës Professor of Modern Greek and Byzantine History, Language and Literature am King’s College London, den er bis zu seiner Emeritierung im Jahr 1988 innehatte. Am King’s College war er zudem von 1970 bis 1980 Assistant Principal, von 1980 bis 1981 Vice-Principal.
Nicol war von 1973 bis 1983 Herausgeber der Byzantine and Modern Greek Studies, von 1975 bis 1976 Vorsitzender der Ecclesiastical History Society und von 1989 bis 1992 Leiter der Gennadios-Bibliothek (Γεννάδειος Βιβλιοθήκη) in Athen; zu deren Begründer Ioannes Gennadios (1844–1932) verfasste er während seines Aufenthalts eine Biographie.
1960 wurde Nicol zum Member of the Royal Irish Academy, 1981 Fellow of the British Academy. Die Stadt Arta verlieh ihm 1990 die Ehrenbürgerschaft, die Universität Ioannina ernannte ihn 1997 zum Ehrendoktor.
1950 heiratete er Joan Mary Campbell, mit der er drei Söhne hatte. Die Familie lebte in Eltham, wo der byzantinische Kaiser Manuel II. Palaiologos zusammen mit König Heinrich IV. im Jahr 1400 das Weihnachtsfest verbracht hatte. Den Besuch stellte Nicol 1970 in einem Probebeitrag für die geplante Fachzeitschrift Byzantine and Modern Greek Studies dar.

## Forschungsschwerpunkte
Nicol war ursprünglich klassischer Philologe gewesen und hatte sich zum Historiker entwickelt, nicht ohne Geschichtsschreibung im Gefolge von Runciman als Literatur zu betrachten. Seine Hauptarbeitsgebiete waren die Geschichte der byzantinischen Dynastien, die byzantinische Prosopographie, deren Entwicklung er anstieß, die byzantinische Diplomatie und die Beziehungen zu Venedig, die Franken und die Patriarchen, aber auch byzantinische Archäologie und Kunstgeschichte oder Sozial- und Wirtschaftsgeschichte.

## Schriften
- The Despotate of Epiros. Basil Blackwell, 1957. Erweiterte Überarbeitung: The Despotate of Epiros 1267–1479. A Contribution to the History of Greece in the Middle Ages. Cambridge University Press, Cambridge 1984, ISBN 0-521-13089-1.
- Byzantium: its ecclesiastical history and relations with the western world. Collected studies. Variorum Reprints, London, 1972, ISBN 0-902089-35-8.
- Meteora: the rock monasteries of Thessaly. Chapman & Hall, London, 1963. Revised edition: Variorum Reprints, London, 1975, ISBN 0-902089-73-0.
- The Byzantine Family of Kantakouzenos (Cantacuzenus) ca 1100–1460: a genealogical and prosopographical study. Dumbarton Oaks Center for Byzantine Studies, Washington 1968 (Dumbarton Oaks studies, Bd. 11).
- End of the Byzantine Empire. Hodder Arnold, 1979, ISBN 0-7131-6250-3.
- Church and Society in the Last Centuries of Byzantium (The Birkbeck Lectures in Ecclesiastical History 1977), Cambridge University Press, Cambridge 1979, ISBN 0-521-07167-4.
- Byzantium and Venice. A study in diplomatic and cultural relations. Cambridge University Press, Cambridge 1988, ISBN 0-521-34157-4.
- Joannes Gennadios, the man. A biographical sketch. American School of Classical Studies at Athens, Athen 1990.
- A biographical dictionary of the Byzantine empire. Seaby, London, 1991, ISBN 1-85264-048-0.
- The Immortal Emperor: the life and legend of Constantine Palaiologos, last Emperor of the Romans Cambridge University Press, Cambridge, 1991, ISBN 0-521-89409-3.
- Byzantium and Venice: A Study in Diplomatic and Cultural Relations. Cambridge University Press, 1992, ISBN 0-521-42894-7.
- The last centuries of Byzantium, 1261–1453. St Martin’s Press, 1972, ISBN 0-246-10559-3; 2. Aufl., Cambridge University Press, Cambridge 1993, ISBN 0-521-43991-4, books.google.de.
- The Byzantine lady: ten portraits, 1250–1500. Cambridge University Press, Cambridge 1994, ISBN 0-521-45531-6, books.google.de.
- The Reluctant Emperor: A Biography of John Cantacuzene, Byzantine Emperor and Monk, C. 1295–1383. Cambridge University Press, Cambridge, 1996, ISBN 978-0-521-52201-4, books.google.gr.
- Theodore Spandounes: On the origin of the Ottoman emperors. Ed. by D. M. Nicol, Cambridge University Press, Cambridge 1997, ISBN 0-521-58510-4, books.google.de.